# Första successionsakten

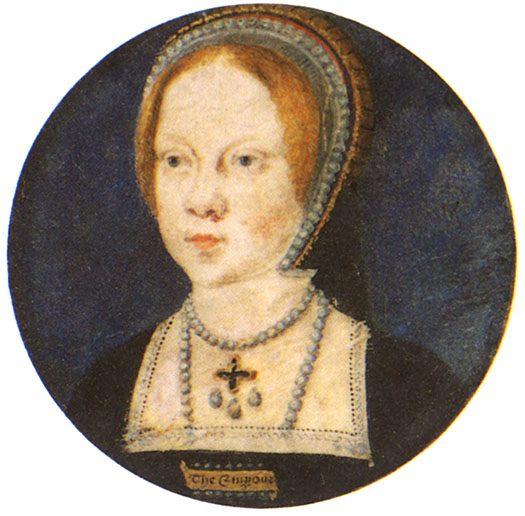
Maria uteslöts ur tronföljden

Den första engelska successionsakten eller First Succession Act antogs först den 23 mars 1534, då parlamentet beslöt om vem av kung Henrik VIII:s barn som skulle ärva den engelska kronan.
Denna tronföljdslag gjorde prinsessan Elisabet, dotter till Anne Boleyn, till den sanna arvtagaren till kronan genom att den förklarade prinsessan Maria, dotter till Katarina av Aragonien, oäkta. Akten tvingade också alla undersåtar att, om de så befalldes, svära en ed om att erkänna denna akt liksom kungens överhöghet. Var och en som vägrade svära eden kunde åtalas för högförräderi.
Akten upphävdes genom andra successionsakten 1536, när Elisabet som oäkta och fråntogs titeln prinsessa efter att hennes mor dömts och avrättats. 1537 föddes Edvard av Jane Seymour, Henriks tredje hustru. Eftersom Edvard var av manskön och båda hans systrar uteslutits från tronföljden blev han kronprins.